# (Sex) Appeal
(Sex) Appeal es una película de drama romántico chino-taiwanés de 2014 dirigida por Wang Wei-ming. Se estrenó en Taiwán y China el 24 de octubre de 2014.

## Reparto
- Vivian Hsu como Fang An-yu.
- Alyssa Chia como Lin An-ni.
- Amber Kuo como Pai Hui-hua.
- Leon Dai como Li Jen-fang.
- Jade Chou como Wang Wen-hui.
- Yuan Huang
- Lene Lai como Li Ya.
- Fion Fu como Fu Hsiao-ling.

## Recepción

### Respuesta crítica
En Film Business Asia, Derek Elley la calificó con 7 sobre 10, llamándola  «notable, muy denso (...)».

### Premios
| Premio              | Fecha                   | Categoría              | Receptor     | Resultado |
| ------------------- | ----------------------- | ---------------------- | ------------ | --------- |
| Golden Horse Awards | 22 de noviembre de 2014 | Mejor actor de reparto | Leon Dai     | Pendiente |
| Golden Horse Awards | 22 de noviembre de 2014 | Mejor fotografía       | Mark Lee     | Pendiente |
| Golden Horse Awards | 22 de noviembre de 2014 | Mejor canción Original | (Sex) Appeal | Pendiente |